# Boeing VC-25
Boeing VC-25 je ameriško štirimotorno predsedniško letalo. Razvit je na podlagi potniškega Boeing 747-200B.  Če je na krovu letala predsednik ZDA se uporablja znan klicni znak Air Force One - sicer se ta klicni znak uporablja če se predsednik nahaja na kateremkoli letalu Ameriških zračnih sil. Zgradili so 2 primerka VC-25A.
VC-25 je nasledil predhodnika VC-137. V prihodnosti bodo VC-25 najverjetneje nadomestili z Boeingom 747-8, mogoče tudi z Boeingom 777.

## Specifikacije (VC-25A)
Podatki iz Boeing BDS
Splošne karakteristike
- Posadka: 26: 2 pilota, inženir, navigator in kabinsko osebje
- Število sedežev: 76 potnikov
- Dolžina: 231 ft 10 in (70,6 m)
- Razpon kril: 195 ft 8 in (59,6 m)
- Višina: 63 ft 5 in (19,3 m)
- Maks. vzletna teža: 833000 lb (375000 kg)
- Pogon letala: 4 × General Electric CF6-80C2B1 turbofan, 56700 lbf (250 kN) vsak

 Zmogljivost 
- Maks. hitrost: Mach 0,92 (630 mph, 1,015 km/h) na višini 35000 ft
- Potovalna hitrost: Mach 0,84 (575 mph, 925 km/h) na 35000 ft na višini
- Doseg: 6800 navtičnih milj (7800 milj, 13000 km)
- Višina leta: 45100 ft (13700 m)